# Gérard Castello-Lopes
Gérard Maria José Lévêque de Castelo Lopes  (Vichy, 6 de agosto de 1925 — Paris, 12 de fevereiro de 2011) foi um fotógrafo, crítico e distribuidor de cinema português.

## Biografia
Nasceu em Vichy, filho do magnata português José Martins Castello Lopes, fundador da Castello Lopes Cinemas, natural de Torres Novas (freguesia de Riachos), e de Marie Antoinette Lévêque, uma senhora francesa da alta sociedade, natural de Mamers. Frequentou o Colégio Militar, em Lisboa.
Viveu ao longo da sua vida, em Lisboa, Cascais e Estrasburgo, onde integrou o Corpo Diplomático da Missão Permanente de Portugal junto do Conselho da Europa. Mais tarde fixaria residência em Paris. Licenciado em Economia, pelo Instituto Superior de Ciências Económicas e Financeiras, dedicou a sua vida ao cinema e à fotografia. 
A 6 de julho de 1949, casou civilmente em Lisboa com Maria Rita Carvalho de Beires Vale (São Sebastião da Pedreira, Lisboa, c. 1926), doméstica, filha do empregado de escritório Fernando de Beires Vale, natural do Porto (freguesia de Santo Ildefonso), e da proprietária Hilda dos Santos Fernandes de Carvalho de Beires Vale, natural de Lisboa (freguesia da Lapa). Por sentença transitada em julgado a 28 de julho de 1967, os dois divorciaram-se litigiosamente.
Herdeiro e gerente da distribuidora Castello Lopes Cinemas, fundada pelo seu pai, foi também assistente de realização de Artur Ramos e de Fernando Lopes no filme "Os Pássaros de Asas Cortadas" (1962), co-autor e assistente de produção e realização da curta-metragem de 1970, "Nacionalidade: Português", e foi um dos fundadores do Centro Português de Cinema. Entre 1991 e 1993, foi presidente do júri do Instituto Português de Cinema, e integrou o conselho consultivo da Culturgest. Foi crítico de cinema, de 1964 a 1966, na revista O Tempo e o Modo, e escreveu para os jornais A Tarde e o Semanário, entre 1982 e 1984. Também foi assistente de encenação de duas óperas, subsidiado pela Fundação Calouste Gulbenkian, e produzidas pelo Grupo Experimental de Ópera de Câmara. 
Fotógrafo a partir de 1956, desenvolveu a sua criação de forma autodidacta, seguindo os ensinamentos de Henri Cartier-Bresson, e bebendo a influência da pintura, da escultura, do cinema e da própria fotografia. Os fundamentos técnicos da fotografia, apreendeu-os através de revistas e livros estrangeiros da especialidade.
Realizou dezenas de exposições individuais, antes e depois do 25 de Abril de 1974, e participou em diversas exposições colectivas, tanto em Portugal como no estrangeiro, mas foi apenas em 1982 que se relançou como fotógrafo, através de uma mostra retrospectiva.
O filho é o jornalista e humorista David Castello-Lopes.